# Luca Mombello
Luca Mombello (Orzivecchi, 1518/1520 – Orzivecchi, 1588/1596) è stato un pittore italiano.
Fu uno dei più attivi allievi del Moretto, maestro cinquecentesco bresciano.

## Biografia
Luogo di nascita e di morte è, secondo la tradizione, Orzivecchi. La sua data di nascita può essere ricavata da due distinte polizze: una risalente al 1568 ed un'altra al 1588 (appartenenti alla quarta Quadra di san Faustino, uno degli antichi quartieri di Brescia, ora conservate nell'Archivio di Stato di Brescia). Secondo queste, Mombello sarebbe nato nel 1518; un'altra polizza risalente invece al 1548 (appartenente alla quarta Quadra di san Faustino, ora conservata nell'Archivio di Stato di Brescia), riporta una dichiarazione dell'artista stesso che afferma di avere 28 anni e di essere pittore, ragion per cui la data di nascita viene posticipata al 1520.
Una pala conservata a Ponte di Brenta è firmata e datata “Luca-Moretto 1588”. L'errata trascrizione del cognome non deve trarre in inganno: nonostante qualche dettaglio morettesco, la pala, raffigurante la Madonna e i santi Marco e Daniele, non può essere del maestro, morto comunque quarant'anni prima, bensì di Luca Mombello.
In un documento risalente al 4 maggio 1596, conservato nell'Archivio di Stato di Brescia, il figlio del pittore, Antonio, compare come teste; egli si qualifica come figlio del defunto Luca Mombello.
La morte del pittore va dunque collocata tra il 1588 e il 1596.

## L'attività
La tradizione, lo vuole abile intagliatore di cornici e, come tale, sembra essere entrato nella bottega del Moretto.
Questa sua prima occupazione può in qualche modo spiegare l'anomala assenza di dipinti giovanili e la successiva predilezione per composizioni sovraccariche, dense di ornamenti.
Dopo la morte del maestro infatti, Mombello accentuerà in modo eccessivo la sua tendenza al decorativismo. Il contrasto è evidente tra gli esordi, contrassegnati da una più attenta ripresa del Moretto, e la maturità, tesa all'esuberanza decorativa, che lo porta a raggiungere uno stile pittorico che può essere considerato manierista.
Mombello stesso organizzò una bottega, che risulta comunque molto attiva. Si suppone che al suo interno potessero esserci aiuti specializzati nella realizzazione di pizzi, gioielli, fiori.

## Le opere
Risulta difficile dare una cronologia ai lavori di Mombello: molto scarse numericamente sono le date che appose alle proprie opere, quanto, altrettanto scarse, sono le opere autografe.
Sicuramente tra i primi lavori, se non il primo in assoluto dopo la morte del maestro, figura il completamento de L'incontro di Abramo con Melchisedek, commissionata al maestro e rimasta incompiuta alla sua morte. Qui Mombello deve necessariamente ricalcare l'operato del maestro per non danneggiare la visione d'insieme una volta conclusa l'opera. Le figure ci appaiono quindi ancora molto monumentali e solenni.
Una delle ultime opere è di certo la Madonna con Bambino, San Rocco, San Sebastiano e San Giuseppe della chiesa bresciana di San Giuseppe, datata 1580 e quindi circa 8-10 anni prima della morte.
Le figure, negli anni, tenderanno progressivamente a perdere monumentalità, ad assottigliarsi, fino ad apparire quasi arcaiche.
Dipinto dalle ancora forti influenze morettesche è la Presentazione di Gesù al tempio della pinacoteca Tosio Martinengo. Questo induce a pensarla di poco successiva a L'incontro di Abramo con Melchisedek; i gesti dei personaggi ci consentono ancora una buona visione d'insieme, armonica e solenne, nonostante già le figure appaiano più minute.
Non la monumentalità è dunque il pregio di questo pittore. Ciò per cui è noto si manifesta con chiarezza in opere come la Presentazione della Vergine al tempio, la Sant'Elena o il Ritratto di Gentildonna della pinacoteca Tosio Martinengo di Brescia, o ancora nello Sposalizio mistico di Santa Caterina e due Santi della chiesa di Santa Maria Calchera di Brescia.